# ヴァッレコルサ
ヴァッレコルサ（伊: Vallecorsa）は、イタリア共和国ラツィオ州フロジノーネ県にある、人口約2,400人の基礎自治体（コムーネ）。

## 地理

### 位置・広がり
フロジノーネ県の南部に位置するコムーネ。県都フロジノーネから南南東へ22km、ガエータから北北西へ29km、ラティーナから東へ42km、ローマから東南東へ91kmの距離にある。

#### 隣接コムーネ
隣接するコムーネは以下の通り。括弧内のLTはラティーナ県所属を示す。
- アマゼーノ
- カストロ・デイ・ヴォルシ
- フォンディ (LT)
- レーノラ (LT)
- モンテ・サン・ビアージョ (LT)

### 気候分類・地震分類
ヴァッレコルサにおけるイタリアの気候分類 (it) および度日は、zona D, 1786 GGである。
また、イタリアの地震リスク階級 (it) では、zona 3A (sismicità bassa) に分類される。

## 行政
- 山岳共同体 "Monti Lepini" に属する

## 姉妹都市
- モンテ・サンタンジェロ、イタリア - 2009年